# Mhlambanyatsi Rovers Football Club
Maillots
Dernière mise à jour : 12 août 2011.
Le Mhlambanyatsi Rovers Football Club est un club swazilandais de football basé à Mhlambanyatsi.

## Palmarès
- Championnat d'Eswatini (1)
  - Champion : 2004

- Coupe de l'Eswatini (1)
  - Champion : 1995